# Soundtracks zum Untergang
Soundtracks zum Untergang ist eine Deutschpunk-Compilation-Reihe. Die ersten beiden Veröffentlichungen gehören zu den wichtigsten Deutschpunk-Veröffentlichungen der 1980er-Jahre.

## Soundtracks zum Untergang 1
Soundtracks zum Untergang erschien 1981 als erste Veröffentlichung des Berliner Labels Aggressive Rockproduktionen. Mit Slime, Hass und ZK waren einige der bekanntesten damaligen Deutschpunk-Bands enthalten. Wegen „Verunglimpfung des Staates und seiner Symbole“ wurde die Schallplatte im Winter 1981/1982 beschlagnahmt. Eine zensierte Version kam wenig später auf den Markt. Die beanstandeten Textpassagen der Songs Polizei SA-SS und Helden wurden hierbei mit Huptönen überblendet und unkenntlich gemacht.

### Titelliste
1. Middle Class Fantasies – Helden
2. Offensive Herbst 87 – Selbstmord
3. Hass – Ihr Helden
4. Aheads – Fact 81
5. Aheads – Minuteman
6. Slime – Polizei SA – SS
7. ZK – Hurra, ich bin genormt
8. Razors – Disco
9. M.D. Blitz – Schizophrene
10. ZK – Immer wieder besetzt
11. Middle Class Fantasies – Publikum
12. Razors – I hate
13. Daily Terror – Führer
14. Störtrupp – Feiertag
15. Hass – Hoffmann
16. Slime – Keine Führer
17. Störtrupp – Karriere

## Soundtracks zum Untergang 2
Der Nachfolger Soundtracks zum Untergang 2 erschien 1982. Auch diese Compilation enthielt Beiträge von damals maßgebenden deutschen Punkbands, u. a. Neurotic Arseholes, Normahl und Böhse Onkelz. Bei Erscheinen der Veröffentlichung sahen sich die Böhsen Onkelz noch nicht mit dem Vorwurf konfrontiert, sie seien neonazistisch. Bei Neuauflagen der LP und bei der späteren CD-Variante wurde die Band nicht mehr auf dem Cover erwähnt, die beiden Stücke blieben jedoch auf den Tonträgern erhalten. Auch die Distanzierung der Band vom Rechtsextremismus änderte diese Vorgehensweise nicht.

### Titelliste
1. Canal Terror – Tot geboren
2. Marionetz – Ich bin ein T-Shirt
3. Notdurft – Arschkriecher Einheitsfront
4. Sluts – Anders
5. Notdurft – Amis
6. Normahl – Spießer-Nachbarn
7. Blitzkrieg – Frisch aus England
8. Böhse Onkelz – Hippies
9. Canal Terror – Australien
10. Marionetz – Action
11. Normahl – Depressionen
12. Sluts – Geld
13. Canal Terror – Sie marschieren wieder
14. Neurotic Arseholes – Technischer Fortschritt
15. Neurotic Arseholes – Kalte Steine
16. Böhse Onkelz – Religion
17. Notdurft – Süße Heimat
18. Blitzkrieg – Tot geboren
19. Neurotic Arseholes – Razzia

## Soundtracks zum Untergang 3
Der dritte Teil der Reihe erschien ebenfalls auf Aggressive Rockproduktionen. Auf der Kompilation werden nur Hip-Hop-Gruppen präsentiert. Es handelte sich überwiegend um Vertreter des linken Hip-Hops, wie er von Anarchist Academy gemacht wurde. Einzige Band aus dem Punklager, die vertreten ist, ist die Gruppe Die Goldenen Zitronen, die zusammen mit den MC Eric IQ Gray und der Gruppe Easy Business ihren Song 80.000.000 Hooligans neu vertonten. Das Cover wurde gestaltet von den Berliner Künstlern Jah Fish & Jay Bo Monk.

### Titelliste
1. Anarchist Academy – Es ist die Systematik
2. Too Strong – Rabenschwarze Nacht
3. Die Allianz – Freies Ganjah
4. A 16-X – Frankfurt
5. Äi-Tiem – 20 Zoll-Mann (live)
6. Mastino – In die Klinge
7. C.U.S. – Gesetz des Dschungels
8. Too Strong – Geld
9. Hi’op – Die Stimme des Herrn
10. Mastino – Heimatfront
11. Anarchist Academy – Rudolph Rasta
12. Äi Tiem – Konsumieren, und sonst nix
13. L.S.D. – Ohne Warnung
14. Anarchist Academy – XXXXX sie ab!
15. Die Allianz – Paranoia
16. Zitronen / Easy Business / Eric IQ Gray – 80.000.000 Hooligans

## Soundtracks zum Untergang 4
1997 veröffentlichte das Label Impact Records 1997 den vierten Teil der Serie. Die Plattenfirma hatte den Titel von AGR zur Nutzung freigegeben bekommen, da AGR keine aktive Veröffentlichungspolitik mehr betrieb. Auf dieser Veröffentlichung versammelt sind die damaligen Bands der Plattenfirma, wie Dödelhaie, 1. Mai 87 und Untergangskommando. Zu den Klassikern auf dem Album, die auch schon auf den vorangegangenen Kompilationen zu finden sind, zählen Slime und Daily Terror. Das Album enthält außerdem die ersten Veröffentlichungen von Elf, einem Projekt, das nach dem ehemaligen Slime- und Abwärts-Gitarristen Michael „Elf“ Mayer benannt ist, und das All-Star-Projekt Die Rebellen. Letztere bestehen aus Mitgliedern von Slime, Die Mimmi’s, Heiter bis Wolkig und Abstürzende Brieftauben. Die Toten Hosen steuerten das Stück Armee der Verlierer bei. Das Lied Im Ghetto von der Band Die Rebellen ist eine deutschsprachige Coverversion des Stückes In the Ghetto von Elvis Presley. Eine limitierte Ausgabe der Kompilation erschien als Leuchtcover.

### Titelliste
1. Elf – Toter Stein, Toter Sohn
2. 1. Mai 87 – Fohlenwurst
3. Toxoplasma – Niemandsland
4. N.O.E. – Dreck auf Weiß
5. Dödelhaie – Dunkelheit
6. Targets – Die Multinationalen
7. Das Untergangskommando – Amok, Koma, Schock
8. Anfall – Regierungen
9. Dritte Wahl – Keine Angst vor Deutschland
10. Daily Terror – Falsche Fuffziger
11. Elf – Ein Stück Holz
12. Razzia – Ich lebe diesen Tag
13. Knochenfabrik – Der nackte Golfer
14. Die Rebellen – Himmel
15. Die Toten Hosen – Armee der Verlierer
16. Targets – Freund oder Feind
17. Affront – Deutschland deine Fratze
18. Terrorgruppe – Mein Papa bewacht die BVG
19. Die Zusamm-Rottung – Schweigegeld
20. Morgentot – Wer mit dem Feuer spielt
21. Slime – Ich war dabei
22. Die Rebellen – Im Ghetto